# 太平洋航空作戰
《太平洋航空作戰》（英語：Flying Leathernecks）是一部1951年上映的美國戰爭片，本片敘述二戰期間美日兩軍在瓜達康納爾島上的海空大決戰，是一部播映時間超長，充滿緊張刺激的動作鉅片。

## 劇情簡介
本片描述二次大戰期間，美軍派駐在南太平洋瓜達康納爾島上的一支戰鬥航空隊的故事，在片中完全呈現每一位航空隊員在任務前後的心境變化，以及兩位隊長的意見不和發生衝突，最後美軍順利將日軍擊敗，奪回失土。

## 演員
- 柯比少校：約翰·韋恩
- 葛芬上尉：勞勃·雷恩
- 飛行員“牛仔”：唐·泰勒
- 瓊·柯比：賈尼斯·卡特

## 外部連結
- 互联网电影数据库（IMDb）上《Flying Leathernecks》的资料（英文）
- TCM电影资料库上《Flying Leathernecks》的资料（英文）
- AllMovie上《Flying Leathernecks》的资料（英文）
- The ace of the pacific Capt. John L. Smith（页面存档备份，存于）